# Konzerthaus Berlin

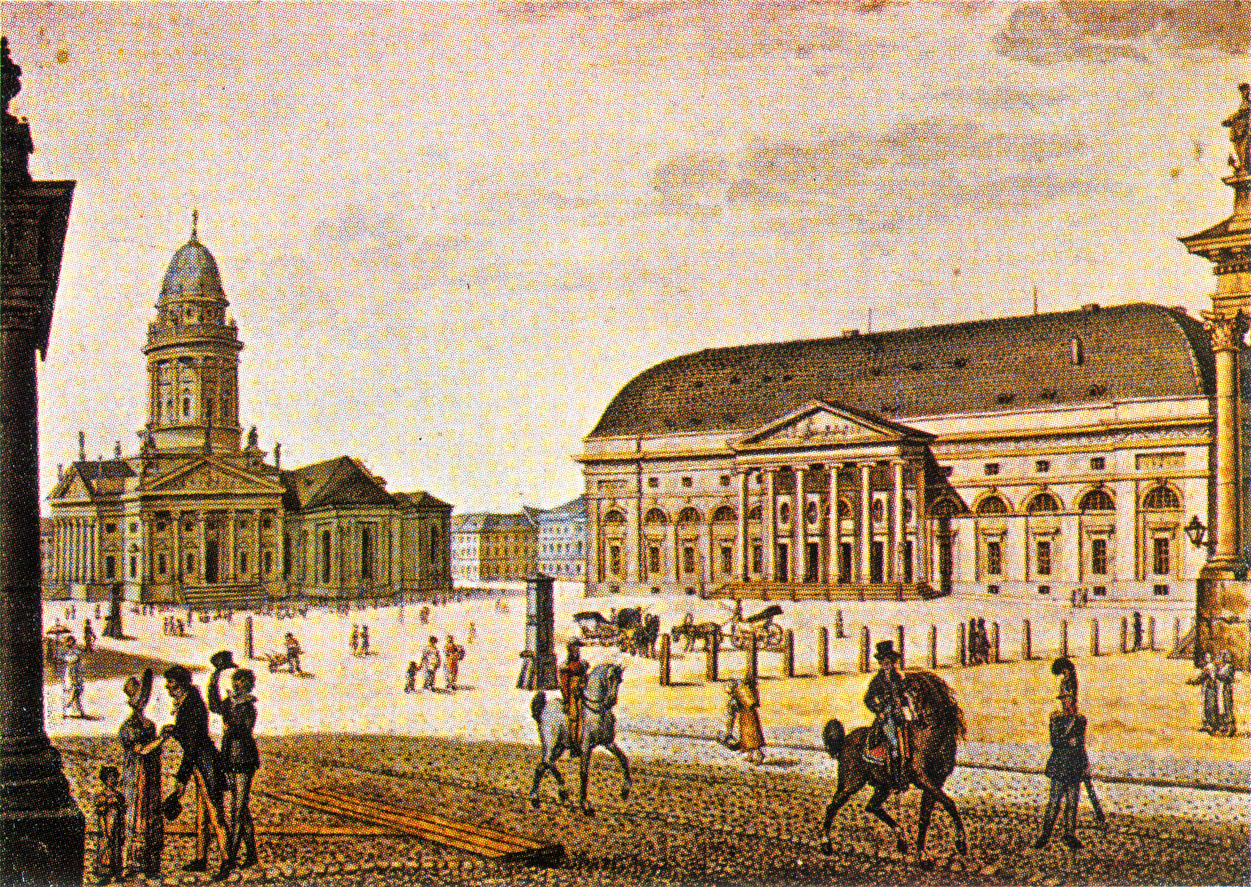
Widok na budynek Teatru Narodowego i Katedrę Niemiecką w 1815 roku

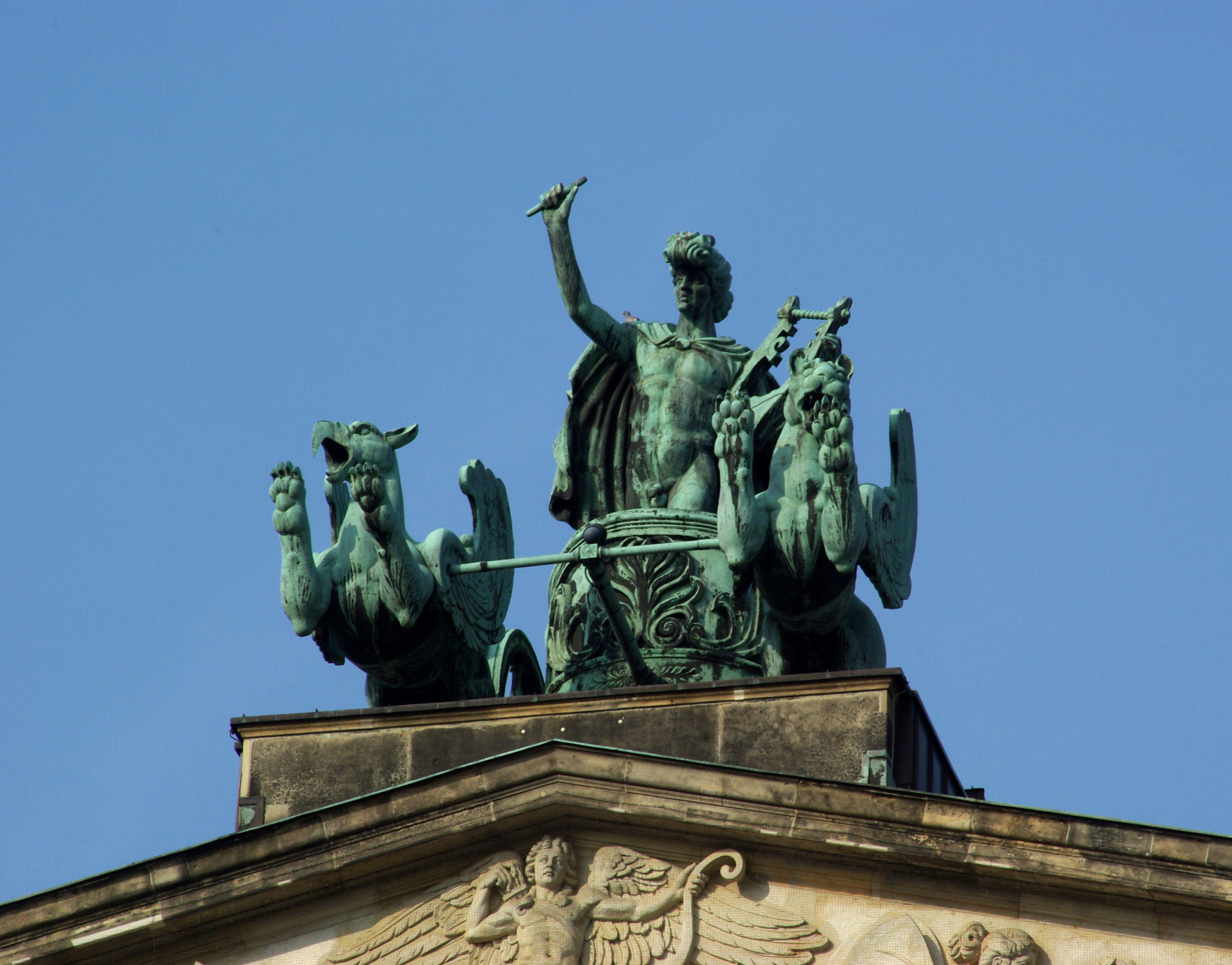
Apollo w rydwanie zaprzężonym w gryfy – dzieło Christiana Friedricha Tiecka wykonane około 1820 roku

Konzerthaus Berlin  (także: Schauspielhaus, Schauspielhaus Berlin, Schauspielhaus am Gendarmenmarkt) – klasycystyczny budynek teatralny, znajdujący się w Berlinie, w dzielnicy Mitte, na placu Gendarmenmarkt.
Budynek został zbudowany według projektu architekta Karla Friedricha Schinkla w latach 1818–1821. W 1821 roku otwarto tu Königliches Schauspielhaus, a w latach 1919–1945 mieścił się tu Preußisches Staatstheater (pol. „Pruski Teatr Państwowy”). Teatr został zniszczony podczas II wojny światowej, a jego odbudowa rozpoczęła się w 1976 roku. Budynek otwarto ponownie jako dom koncertowy w 1984 roku, a w 1994 roku oficjalnie nadano mu nazwę Konzerthaus. Jest wpisany do rejestru berlińskiego urzędu krajowego ds. ochrony zabytków jako Schauspielhaus pod numerem 09065015. Od 1984 roku służy jako miejsce dla Konzerthausorchester Berlin.

## Historia
Już w 1776 roku z polecenia pruskiego króla Fryderyka II Wielkiego na obszarze położonym równolegle do dwóch katedr: Niemieckiej i Francuskiej otwarto mały dom komediowy (niem. Komödienhaus), zbudowany według projektu wyższego naczelnika budowlanego Johanna Boumana. Na początku XIX wieku na miejscu domu komediowego wybudowano zaprojektowany przez architekta Carla Gottharda Langhansa budynek Teatru Narodowego (niem. Nationaltheater), którego otwarcie miało miejsce 1 stycznia 1802 roku.
Teatr Narodowy mógł pomieścić 2 tysiące widzów, jednak z powodu podłużnego kształtu widowni akustyka była niezbyt dobrej jakości i widzowie nie słyszeli dobrze aktorów. Z uwagi na niezbyt atrakcyjną bryłę teatr często był nazywany „kufrem” lub „wiekiem trumny”. Budynek ten uległ zniszczeniu wskutek pożaru w 1817 roku. Po tym wydarzeniu król Fryderyk Wilhelm III zlecił architektowi Karlowi Friedrichowi Schinklowi zaprojektowanie nowego gmachu teatralnego, tak aby mógł stanąć na fundamentach spalonego obiektu.
Budowę nowego, klasycystycznego budynku rozpoczęto w 1818 roku, zaś jego otwarcie odbyło się 26 maja 1821 roku - wystawiono wtedy premierową wersję sztuki Johanna Wolfganga von Goethego z 1787 roku pt. Ifigenia w Taurydzie. 8 czerwca 1821 roku wystawiono tu po raz pierwszy operę Carla Marii von Webera zatytułowaną Wolny strzelec. W późniejszych czasach w budynku koncertowali Niccolò Paganini (1829) i Ferenc Liszt (1843), dyrygowali Felix Mendelssohn-Bartholdy (1842) i Richard Wagner (1844).
W latach 1883–1884 ze względów ekonomicznych pokrytą tynkiem fasadę budynku oblicowano piaskowcem.  W 1919 roku teatr przemianowano na Staatstheater (pol. „Teatr Państwowy”).
Teatr został zniszczony podczas II wojny światowej. Władze NRD podjęły decyzję o jego odbudowie z zamiarem utworzenia tu wschodnioberlińskiej filharmonii. Odbudowa pod kierownictwem Erhardta Gißkego, Manfreda Prassera i Klausa Justa rozpoczęła się dopiero w 1976 roku. W jej trakcie w dużym stopniu zrekonstruowano zewnętrzne formy budynku, z kolei wnętrza poddano przebudowie mającej na celu dostosowanie ich do nowej funkcji gmachu. W następstwie dyskusji na temat wystroju nowych pomieszczeń, w której poważnie brano pod uwagę urządzenie ich w oparciu o nowoczesną stylistykę ostatecznie zdecydowano się na swobodną adaptację wystroju oryginalnych wnętrz Schinkla. Budynek otwarto ponownie jako dom koncertowy 1 października 1984 roku koncertem berlińskiej orkiestry Berliner Sinfonie-Orchester pod batutą Clausa Petera Flora i Kurta Sanderlinga. W 1994 roku teatr oficjalnie przemianowano na Konzerthaus.

## Architektura
Budynek jest podzielony na trzy części: środkową ze sceną, widownią i foyer, lewe skrzydło z salą koncertową i balową oraz trzypiętrowe prawe skrzydło z pomieszczeniami zaplecza teatralnego, biurami administracji i salą prób. Widownia pomieścić mogła 1600 widzów i została zaprojektowana w myśl propozycji Schinkla, Gilly’ego i Langhansa z 1813 roku półkolistego teatru antycznego, by zapewnić optymalną widoczność i akustykę. Odbudowany po II wojnie światowej teatr może pomieścić od 1507 do 1677 widzów w zależności od wielkości sceny.

### Formy zewnętrzne
Jako model dla układu ozdobionej pilastrami fasady budynku posłużył pomnik greckiego stratega Trazyllosa zbudowany w Atenach w 320 roku p.n.e. Schinkel chciał ujednolicić gmach poprzez wybór greckich „form i sposobów konstrukcyjnych” oraz jednoczesne unikanie wszelkich łuków i sklepień. Zastosował za to harmonijne połączenie portyków z kolumnami i porządku pilastrowego w pasach między oknami.
Fasady gmachu cechuje bogata dekoracja rzeźbiarska wykonana przez Christiana Friedricha Tiecka, zawierająca starożytne przedstawienia różnych dziedzin sztuki co jest odniesieniem do funkcji budynku oraz realizacją wskazówek Karla Friedricha Schinkla. W skład dekoracji wchodzą: symbole sztuki scenicznej na szczycie części budynku zawierającej scenę, grupa Niobe na szczycie portyku, bachanalia na szczycie północnym oraz Orfeusz i Eurydyka na szczycie południowym.